# Drepanephora bicalcarata
Drepanephora bicalcarata är en tvåvingeart som beskrevs av Speiser 1924. Drepanephora bicalcarata ingår i släktet Drepanephora och familjen lövflugor.
Artens utbredningsområde är Tanzania. Inga underarter finns listade i Catalogue of Life.